# Bolinopsis indosinensis
Bolinopsis indosinensis är en kammanetart som beskrevs av Dawydoff 1946. Bolinopsis indosinensis ingår i släktet Bolinopsis och familjen Bolinopsidae. Inga underarter finns listade i Catalogue of Life.